# Hans Diesenreiter

Hans Diesenreiter

Hans Diesenreiter (* 10. November 1909 in Haidershofen, NÖ; † 7. Dezember 1978 in Mondsee) war ein österreichischer Politiker (NSDAP).

## Leben und Wirken
Nach dem Besuch der Volksschule und der Bürgerschule absolvierte Diesenreiter eine dreijährige praktische Tätigkeit als Förster. Von 1927 bis 1928 wurde er an der Staatsförsterschule Ort bei Gmunden ausgebildet, wo er die Staatsprüfung als Förster ablegte. Von 1929 bis 1930 war er bei der Forstdirektion Frohnleiten als Forstadjunkt tätig.
Zum 10. November 1929 trat Diesenreiter in Frohnleiten in die NSDAP ein (Mitgliedsnummer 116.336). Von 1930 bis zum gescheiterten Putsch der österreichischen NSDAP gegen die Wiener Regierung Dollfuss arbeitete er als Forstadjunkt bei der Forstverwaltung Glein bei Knittelfeld im Oberen Murtal (Steiermark). Dort gründete er mit zwei Forstarbeitern die Ortsgruppen der NSDAP in Glein und Rachau. Die Gleiner Gruppe leitete er bis zum Juliputsch 1934.
Wegen seiner Beteiligung am Juliputsch wurde Diesenreiter vom Militärgerichtssenat VII Leoben zum Tode durch den Strang verurteilt, später jedoch zu einer zwölfjährigen schweren Kerkerhaft begnadigt. Nachdem er zwei Jahre seiner Strafe in der Männerstrafanstalt Graz-Karlau bis Juli 1936 verbüßt hatte, wurde er unter der Bedingung, sich von der Polizei beaufsichtigen zu lassen, auf freien Fuß gesetzt. Seinen Lebensunterhalt verdiente er seit seiner Freilassung als Revierförster bei der Graf von Almeidaschen Gutsverwaltung sowie als Sägeleiter in Mondsee. Herbst 1936 trat er außerdem der SS bei (SS-Nummer 309.792).
Von April 1938 bis zum Ende der NS-Herrschaft im Frühjahr 1945 saß Diesenreiter als Abgeordneter für das Land Österreich im nationalsozialistischen Reichstag.
Ab 1938 arbeitete Diesenreiter im Stab des SS-Oberabschnitts Alpenland mit. Während des Zweiten Weltkrieges nahm er als Freiwilliger bei der Waffen-SS am Krieg teil. 1944 erreichte er den Rang eines SS-Hauptsturmführers.